# Legge dei tre settori

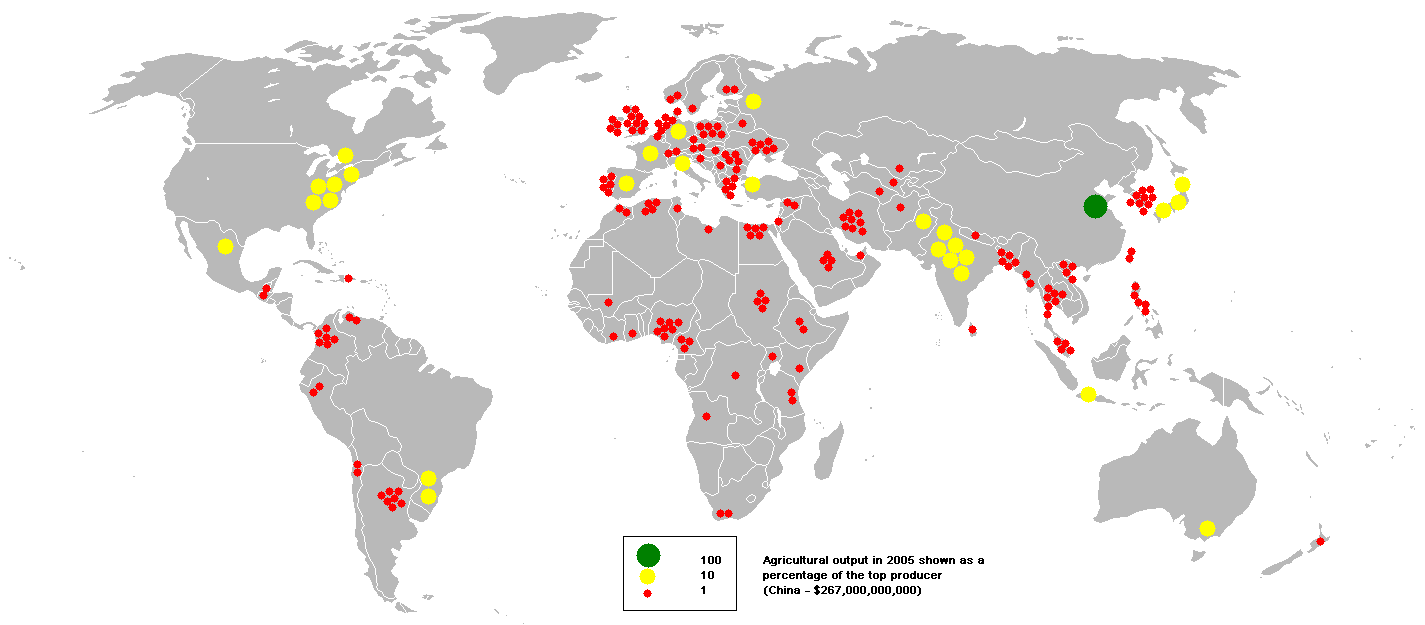
Produzione agricola nel 2005

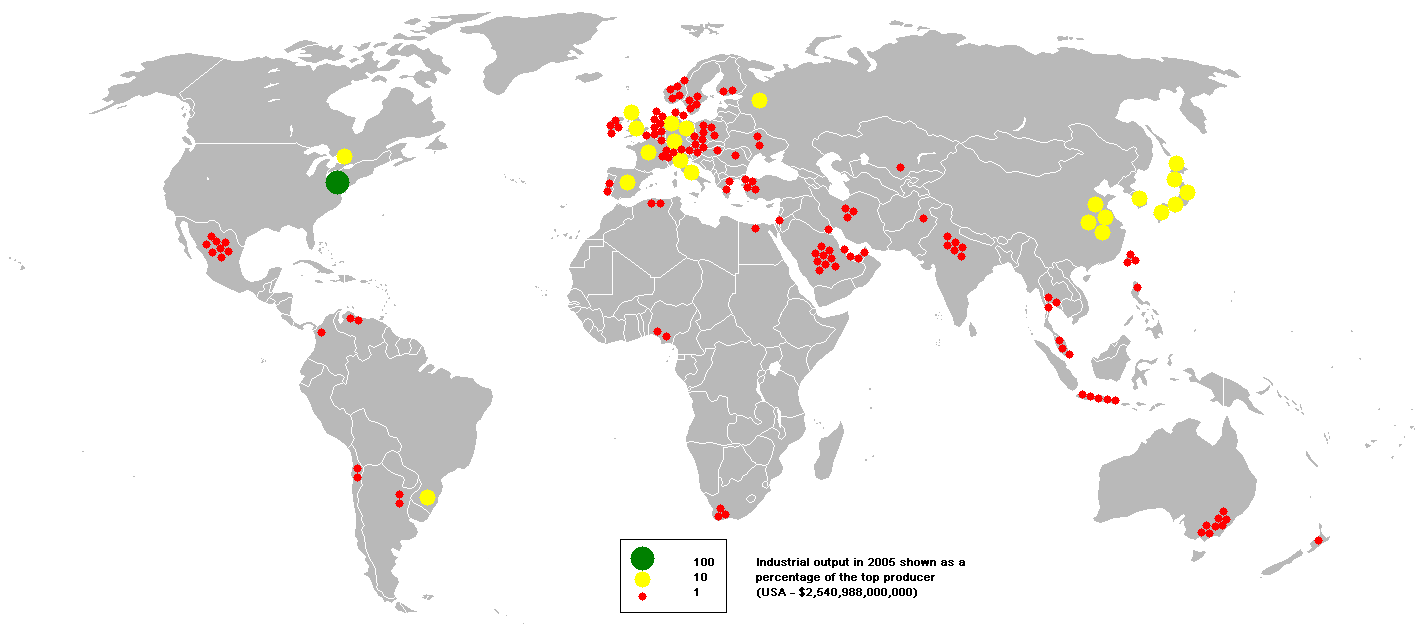
Produzione industriale nel 2005

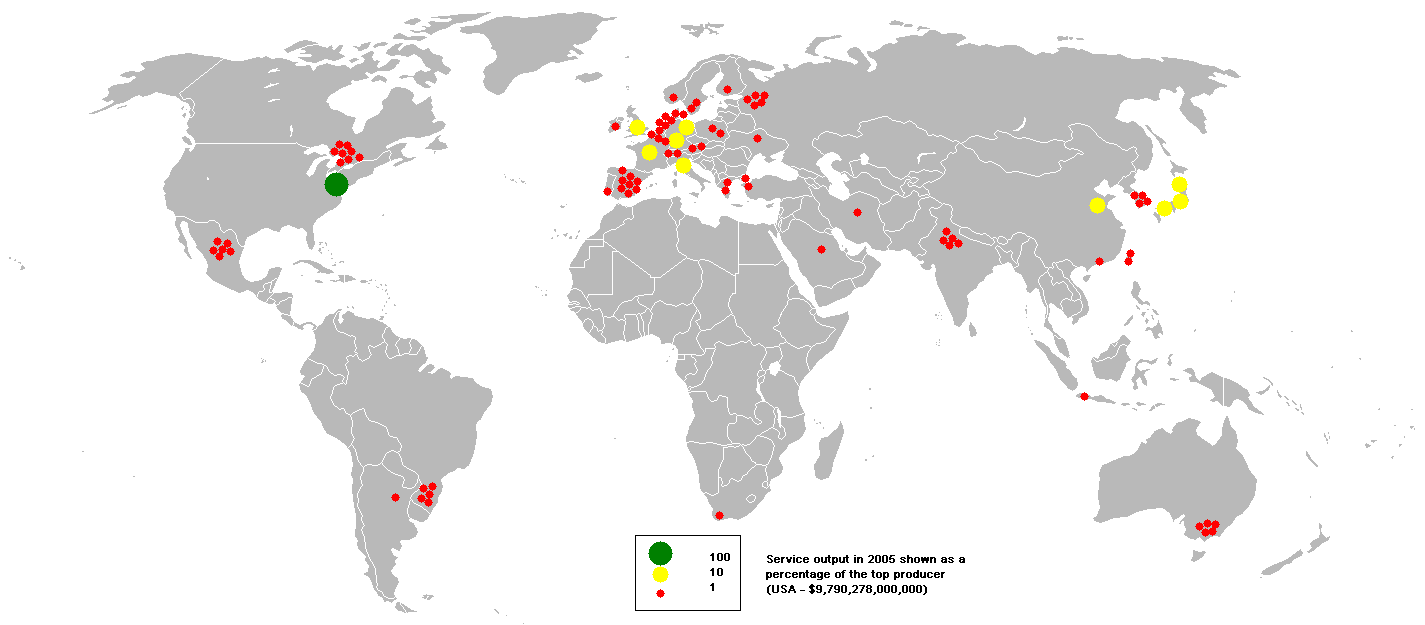
Produzione di servizi nel 2005

La legge dei tre settori o legge di Clark è una teoria economica sviluppata nel 1940 da Allan Fisher, Colin Clark e Jean Fourastié. Secondo la teoria, le attività possono essere raggruppate in tre settori (primario, secondario e terziario) e man mano che un paese si sviluppa dal punto di vista economico ogni settore perde importanza in favore del successivo. Fourastié vide il processo come essenzialmente positivo, e in "La grande speranza del XX secolo" scrive del miglioramento della qualità di vita e della sicurezza sociale, dello sviluppo dell'educazione e della cultura, dell'innalzamento dei livelli di qualificazione, dell'umanizzazione del lavoro e della diminuzione della disoccupazione.

## Trasformazione strutturale secondo Fourastié

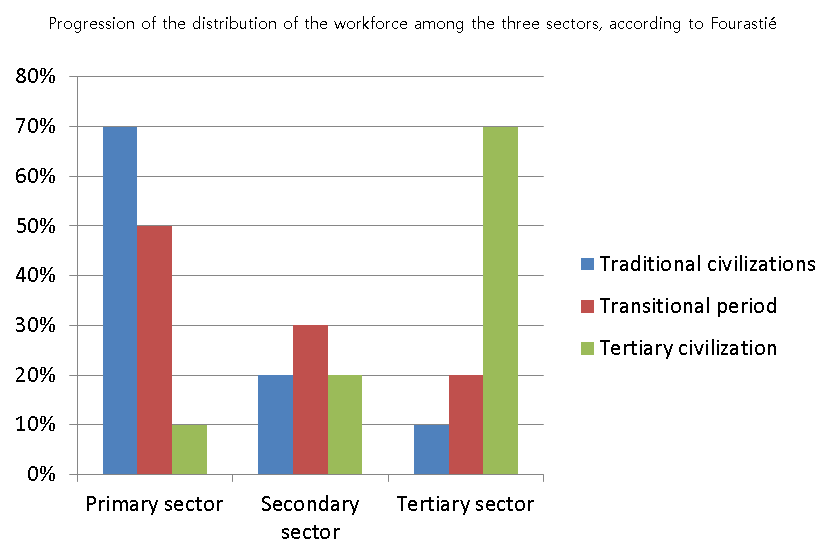
I tre settori secondo Fourastié

Il modello dei settori di Clark

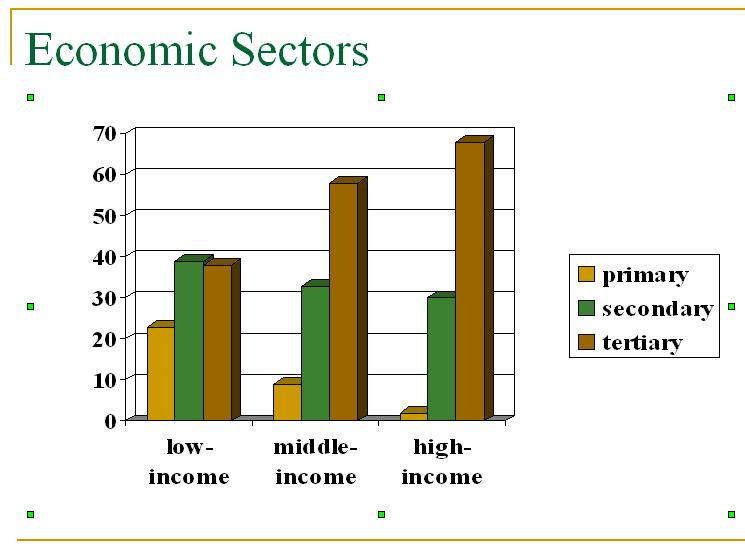
Il grafico mostra la composizione delle economie di diversi tipi di paese. Si può notare come gli stati caratterizzati da uno sviluppo socio-economico maggiore tendano a concentrarsi maggiormente sul settore terziario mentre i paesi meno sviluppati mostrano un andamento opposto.

Secondo Fourastié, la distribuzione della forza lavoro tra i tre settori attraversa diverse fasi:

### Prima fase: civiltà tradizionali
Distribuzione della forza lavoro:
- Settore primario: 65%
- Settore secondario: 20%
- Settore terziario: 15%

In questa fase la società non è molto evoluta dal punto di vista scientifico e fa un uso trascurabile delle macchine. Tale stato di sviluppo corrisponde a quello dei paesi europei nel Medioevo oppure a quello degli odierni stati in via di sviluppo.

### Seconda fase: periodo di transizione
Distribuzione della forza lavoro:
- Settore primario: 40%
- Settore secondario: 40%
- Settore terziario: 20%

Il settore primario fa maggior uso delle macchine e, quindi, viene ridotto il numero di lavoratori necessario. Di conseguenza, aumenta la richiesta di macchinari da produrre nel settore secondario. Il periodo di transizione inizia con un evento che può essere identificato con l'industrializzazione: la meccanizzazione su vasta scala della manifattura.
Il settore terziario comincia a svilupparsi, così come la finanza e il potere dello stato.

### Terza fase: civiltà terziaria
Distribuzione della forza lavoro:
- Settore primario: 10%
- Settore secondario: 20%
- Settore terziario: 70%

I settori primario e secondario sono sempre più dominati dall'automazione e richiedono sempre meno addetti. Nel settore terziario, al contrario, aumenta la domanda di lavoratori. Questa situazione rappresenta le attuali società industriali e la società del futuro, la cosiddetta società dei servizi o postindustriale.